# Ozric Tentacles
Ozric Tentacles est un groupe de rock instrumental britannique, originaire de Somerset, en Angleterre. Ils utilisent beaucoup de claviers et de sons électroniques en plus des instruments habituels du rock (guitares, percussions, batterie, basse ...) ce qui enrichit la sonorité de leur musique, notamment par l'utilisation habile de nombreux effets. Ce groupe évoque Hawkwind, Tangerine Dream, Klaus Schulze, Gong, Steve Hillage ainsi que les Suisses de Yello. Le style du groupe est à la frontière du rock psychédélique, du space rock, du rock progressif, du jazz fusion, du rock instrumental, du rock électronique, de la dub, de la world music, du livetronica, et de la neo-psychedelia. Le groupe a vendu un million d'exemplaires, un bon chiffre pour un groupe n'ayant jamais signé chez une major. Seul le cofondateur et guitariste Ed Wynne est membre restant de la formation originelle.

## Biographie

### Période cassettes (1983–1989)

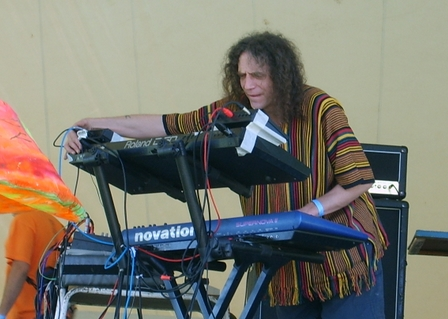
Ed Wynne, seul premier membre restant du groupe.

Ozric Tentacles est formé lors du Stonehenge Free Festival en 1983, où les frères Ed et Roly Wynne, le batteur Nick « Tig » Van Gelder et le claviériste Joie Hinton, jouent sous le nom de Bolshem People. Après six heures de jam session, quelqu'un demandera le nom de leur groupe, ce à quoi Ed Wynne répondra "Ozric Tentacles". Le nom vient d'une conversation durant laquelle ils réfléchissaient à un nom pour des céréales extra-terrestres,.
En 1984, leur premier changement de formation majeur s'effectue avec le départ du second guitariste, Gavin Griffiths, qui formera le groupe Ulluators.
L'année suivante assiste à la sortie de la cassette Erpsongs. Puis sort Tantric Obstacles la même année ; cette cassette devait être un album. Ces premiers morceaux comprennent parfois seulement Ed Wynne aux guitares, à la basse, et au synthétiseur. Tous sont enregistrés à l'aide d'un enregistreur cassettes TEAC quatre têtes dans leur studio de Rushmere, Wimbledon Common, à Londres. Certains morceaux sur cassette albums sont joués par boîte à rythmes.

### Dovetail Records (depuis 1989)
En 1989, le groupe signe au label Dovetail Records, et sort Pungent Effulgent. L'album est à l'origine publié sous format vinyle, mais se voit édité en CD l'année suivante. Ils sortent ensuite Erpland en 1990, un double album. Selon Ed Wynne, Erpland a été enregistré sous l'influence de champignons hallucinogènes. L'année suivante, le groupe atteint pour la première fois l'UK Indie Chart avec le single Sploosh! de Strangeitude. Vers 1992, le groupe décide de monter son propre studio pour réduire les coûts d'enregistrement d'un album.
En 1993, l'album Jurassic Shift atteint le Top 20 de l'UK Albums Chart et la première place de l'UK Indie Chart. Le groupe entreprend plus tard d'autres changements de formation, avec Ed Wynne étant le seul restant de la formation originale.
En juin 2012, la maison de Wynne, dans le Colorado, est ravagée par les flammes. Le groupe était en tournée à ce moment. Plusieurs enregistrements ont été détruits.

## Discographie

### Albums studio
- 1989 : Pungeant Efflugent
- 1990 : Erpland
- 1991 : Strangeitude
- 1992 : Live Underslunky
- 1993 : Jurassic Shift
- 1994 : Arborescence
- 1994 : Vitamin Enhanced (regroupe en CD les six cassettes)
- 1995 : Become The Other
- 1997 : Curious Corn
- 1999 : Waterfall Cities
- 1999 : Floating Seeds (remixes)
- 2000 : The Hidden Step
- 2002 : Swirly Termination
- 2002 : Live at The Pongmasters Ball
- 2004 : Spirals in Hyperspace
- 2006 : The Floor's Too Far Away
- 2009 : The Yum Yum Tree
- 2011 : Paper Monkeys
- 2015 : Technicians of The Sacred
- 2020 : Space for the Earth
- 2023 : Lotus Unfolding

### Albums live
- 1992 : Afterswish (compilation d'extraits des six cassettes)
- 1998 : Spice Doubt
- 2000 : Pyramidion
- 2004 : Eternal Wheel (the Best of) (compilation)
- 2008 : Sunrise Festival
- 2013 : Live in Pordenone, Italy
- 2013 : Introducing (compilation)

### Cassettes
- 1985 : Tantric Obstacles
- 1985 : Erpsongs
- 1986 : There Is Nothing
- 1986 : Live Ethereal Cereal
- 1988 : Sliding Gliding Worlds
- 1989 : The Bits Between the Bits

### Singles
- 1991 : Sploosh
- 2001 : Oakum
- 2015 : Xingu

## Honneur
L'astéroïde (65866) Wynneozrics est nommé d'après Edward Wynne et Ozric Tentacles (aussi connu en tant que The Ozrics), commémorant par la même occasion tous les musiciens qui sont ou ont été membres du groupe.